# Rondo
Rondo (francosko: »pesem v krogu«) je instrumentalna glasbena oblika živahnega značaja, z značilno tematsko formo ABACABA, (ABACABADABACABA itd.) pri čemer je značilno ponavljanje osnovne tematike A. 